# Mary Ellen Rudin
Mary Ellen Rudin (ur. 7 grudnia 1924 w Hillsboro w stanie Teksas, zm. 18 marca 2013) – amerykańska matematyczka, specjalizująca się głównie w topologii ogólnej.
Żona matematyka, Waltera Rudina. Znana z rozwiązania hipotez Mority (wspólnie z Chibą i Przymusińskim) i hipotezy Nikiela oraz konstrukcji przestrzeni Dowkera. Od jej nazwiska pochodzi nazwa porządku Rudin-Keislera, pojęcia z teorii ultrafiltrów.
Ma liczbę Erdősa równą 1.

## Życiorys

### Wczesne życie i edukacja
Mary Ellen (Estill) Rudin urodziła się w Hillsboro w Teksasie. Jej matka Irene przed ślubem była nauczycielką angielskiego, a ojciec Joe był inżynierem budownictwa. Rodzina przeniosła się za pracą ojca, ale wiele lat Mary Ellen spędziła w Leakey w Teksasie. Miała jedno rodzeństwo, młodszego brata. Obie babcie Rudin uczęszczały do Mary Sharp College w pobliżu rodzinnego Winchesteru w Tennessee. Rudin w jednym z wywiadów wspomina o tej spuściźnie i o tym, jak bardzo jej rodzina ceniła sobie edukację.

### Praca naukowa
Uczęszczała na Uniwersytet Teksański, gdzie w 1944 r., po trzech latach, ukończyła studia licencjackie z matematyki pod kierunkiem Roberta Lee Moore’a. Jej praca dyplomowa przedstawia kontrprzykład jednego z "aksjomatów Moore’a". Doktorat obroniła w 1949 roku.
W czasie studiów licencjackich była członkinią Bractwa Kobiet Phi Mu i została wybrana do towarzystwa Phi Beta Kappa.
Na początku swojej kariery Rudin wykładała na Duke University i University of Rochester. Objęła stanowisko wykładowcy na University of Wisconsin w 1959 r., a w 1971 r. została profesorem matematyki. Po przejściu na emeryturę w 1991 r. kontynuowała pracę jako profesor emerytowany. Była jedną z pierwszych profesor matematyki.
Była mówcą na Międzynarodowym Kongresie Matematyków w 1974 r. w Vancouver. Pełniła funkcję wiceprezesa Amerykańskiego Towarzystwa Matematycznego w latach 1980–1981. W 1984 r. została wybrana na Noether Lecturer. Była członkiem honorowym Węgierskiej Akademii Nauk (1995). W 2012 roku została członkinią Amerykańskiego Towarzystwa Matematycznego.

## Życie prywatne
W 1953 roku wyszła za mąż za matematyka Waltera Rudina, którego poznała podczas wykładów na Duke University. Mieli czworo dzieci.
Rudin osiadła w Madison, Wisconsin, w domu Rudina, domu zaprojektowanym przez architekta Franka Lloyda Wrighta.